# 팡저우즈

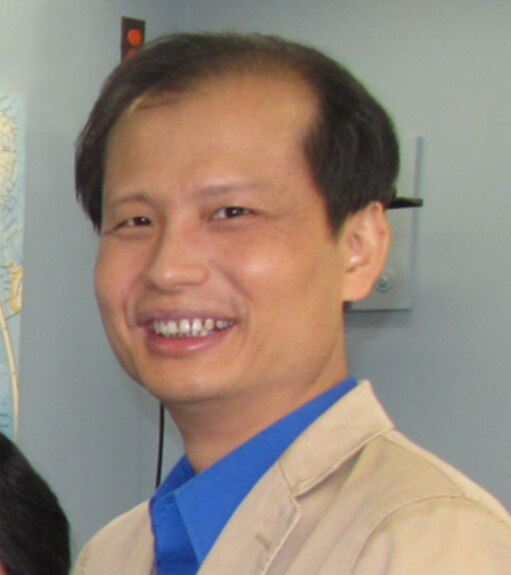
2012년 모습

팡저우즈(중국어: 方舟子)라는 필명으로 알려진 팡스민(중국어: 方是民, 1967년 9월 28일 ~ )은 중국의 유사과학 및 사기에 반대하는 캠페인으로 주로 알려진 중국인 통속과학 작가이다. 일반 대중에게 중국의 문화를 홍보하는 출판물이자 웹사이트인 신위스(新语丝, New Threads)의 사장 겸 공동 이사인 팡저우즈의 공격적인 학문적 사기 혐의에 맞서는 캠페인이 뜨거운 논쟁을 불러일으켰다. 팡저우즈의 작품은 많은 중국 출판물에 게재되었지만 다양한 중국 학자들은 그를 경계심과 학술 연구에서 포퓰리즘 수사를 사용했다고 비난했다.